# Beate Uhse
 (juillet 2014).
Si vous disposez d'ouvrages ou d'articles de référence ou si vous connaissez des sites web de qualité traitant du thème abordé ici, merci de compléter l'article en donnant les références utiles à sa vérifiabilité et en les liant à la section « Notes et références ».
Beate Uhse-Köstlin [beˈʔaːtə uːzə ˈkœstlɪn] (née le 25 octobre 1919 à Wargenau près de Cranz, en Prusse-Orientale et morte le 16 juillet 2001 à Saint-Gall, Suisse ; de son vrai nom Beate Rotermund-Uhse née Köstlin) est une pilote et femme d'affaires allemande. Elle fut la première et la seule pilote cascadeuse à la fin des années 1930 et au début des années 1940. Elle fonda après la Seconde Guerre mondiale la première boutique sex shop du monde.
Aujourd'hui, la société Beate Uhse AG cotée en Bourse depuis 1999 est la plus grande entreprise allemande de produits érotiques, dont la filiale en France est représentée par la société Adam et Eve.

## Biographie

### Jeunesse
Beate Köstlin est la cadette des trois enfants d’un propriétaire fermier, Otto Köstlin et de Margarete Köstlin, l'une des cinq femmes médecins exerçant en Allemagne à cette époque. Un pays qui stigmatise celles qui privilégient leur carrière professionnelle au détriment de leurs enfants, et les qualifie de Rabenmütter (les « mères corbeaux »).
À l’âge de 8 ans, son frère lui raconte la légende d’Icare. Elle est tellement fascinée par l’histoire et l’idée de voler qu’elle se bricole des ailes avec des plumes de poule et se lance du toit de la véranda de la maison familiale. Beate est un enfant pleine d’énergie. Ses parents ne la freinent pas mais l’encouragent et la soutiennent dans ses goûts et ses passions. Elle a droit à une éducation dans plusieurs internats, dont la Schule am Meer sur l’île de Juist et Odenwaldschule à Heppenheim. Ses parents expliquent très tôt à leurs enfants les secrets de la sexualité et de l’hygiène nécessaire qui s’y rapporte. Il n'y avait là rien de révolutionnaire, le ministère de l'Éducation de Prusse avait émis un décret en date du 2 septembre 1900 instaurant une sorte d'éducation sexuelle dans les écoles d'État. À l’âge de 15 ans, elle remporte au championnat de sport de la Hesse l'épreuve de lancer du javelot.
Elle ne veut en aucun cas devenir comme ses parents fermière ou médecin. Son rêve est de devenir pilote.

### Une première carrière comme pilote
À 16 ans, elle part un an en Angleterre travailler au pair pour apprendre l’anglais. Elle revient ensuite dans la ferme paternelle où elle accepte de suivre une formation de maîtresse de maison pour faire plaisir à ses parents. Au cours d’un déplacement à Berlin, son père fait fortuitement la connaissance de Wilhelm Sachsenberg, le spécialiste du vol motorisé au sein de l’Aéroclub allemand et lui fait part de ses soucis concernant sa fille, folle d’aviation et de la « bêtise » que ce serait qu’elle devienne pilote. Sachsenberg se montre compréhensif et envoie à Beate, qui a maintenant 17 ans, de la documentation concernant la formation au pilotage.

Elle a finalement gain de cause envers ses parents et elle découvre la sensation de voler à l’école de pilotage de Rangsdorf près de Berlin dans un Heinkel He 72 piloté par son instructeur Tobaschefski. Elle est « lâchée » pour son premier vol en solo trois semaines plus tard seulement. Le pilote instructeur lui fait faire sa conversion sur Klemm Kl 25 et Focke-Wulf Fw 44, puis elle passe ensuite sur un Bücker Bü 131 Jungmann, appareil qui jouera encore un grand rôle dans sa vie. Elle effectue sa grande navigation triangulaire en solitaire sur le trajet Rangsdorf – Magdebourg – Halle - Leipzig – Rangsdorf. Seule femme entourée de soixante pilotes, elle obtient son brevet d'aviation je jour de son anniversaire, soit le 25 octobre 1937. Avec ceci, elle présente sa candidature dans l’usine de construction aéronautique Bücker Flugzeugbau de Rangsdorf où elle est embauchée somme stagiaire le 1er novembre et où elle occupe ensuite divers postes dans tous les départements jusqu’au 30 avril 1938. Cette société, qui avait déjà eu en la personne de Luise Hoffmann (de) une femme pilote d’essai et de démonstration, soutint les ambitions de Beate qui apprit pendant cette période à voler sur Gotha Go 145 et Arado Ar 66 (jusqu’au brevet de classe « B1 »), mais en plus elle s’initia à la voltige aérienne.
Son instructeur était entre-temps Hans-Jürgen Uhse qu'elle épousera plus tard. Elle ne passa cependant l’épreuve de voltige « K 1 » que le 19 août 1938. Mais un mois auparavant, elle avait déjà participé au premier concours « vol de fiabilité pour femmes pilotes » et remporté la deuxième place (sur 13 candidates) derrière Melitta Schiller aux commandes d’un Klemm Kl 25. Trois semaines plus tard l’usine l’envoie participer avec un Bü 131 A à la compétition de Courtrai en Belgique où elle remporte la 1re place de sa catégorie avec son moteur poussif de 80 ch et la 3e place au classement général. Le 16 mai 1939, elle passe avec succès son brevet de voltige K2. Trois mois plus tard, lors du deuxième « concours de fiabilité pour femmes pilotes » elle remporte la 3e place sur un Bücker Bü 180 (en) derrière Liesel Bach (sur Bü 180) et Luise Harden (sur Siebel Si 202), à nouveau parmi 13 candidates.
Quelques jours seulement avant le début de la Seconde Guerre mondiale, elle est envoyée en mission à Thurö au Danemark avec un Bücker Bü 133 Jungmeister pour y présenter l’appareil. Sa renommée est désormais acquise.
Lorsqu’une société cinématographique demande à Bücker de fournir des pilotes pour doubler des acteurs célèbres, Bücker propose Beate qui est assez petite pour se cacher sur le siège avant et faire rouler l’avion au sol ou même voler pendant que les acteurs (comme Hans Albers ou René Deltgen) jouent les héros, assis sur le siège arrière, etc.
Elle était amoureuse de son instructeur Uhse depuis le tout début mais elle avait toujours refusé ses demandes en mariage. Elle disait qu’elle « ne renoncerait jamais à piloter à cause d’un homme. » Comme son instructeur la soutenait énergiquement dans ses ambitions, elle accepta finalement de l’épouser, mais alors c’est son père qui se mit en travers de sa route. Il refusa pendant un an de donner son autorisation au jeune couple. La cérémonie du mariage est fixée pour le 10 octobre 1939 mais le début de la guerre fait capoter le plan. Son mari doit partir au front le 28 septembre. Beate et lui se marient 4 heures avant son départ selon la procédure d’urgence dite Kriegstrauung (« mariage de guerre »).

### La guerre
Elle est engagée par Bücker comme pilote et avec les trois autres pilotes de l'usine, elle fait la mise en vol des avions neufs ou réparés et leur convoyage souvent jusqu’en Hongrie.
Le 1er avril 1942 Beate Uhse quitte la société Bücker pour rejoindre la nouvelle société de réparation aéronautique de l'as de la 1re guerre Alfred Friedrich à Strausberg pour y effectuer le même travail. À partir d’avril 1944 elle assure le convoyage d’appareils, essentiellement des Junkers Ju 87 produits par Weser Flugzeugbau à Tempelhof pour les acheminer dans les unités combattantes.
Son fils Klaus naît en 1943. Comme elle travaillait pour l'industrie de guerre elle est autorisée à conserver son travail et a le droit d’employer une nourrice qui garde aussi sa maison de Rangsdorf. En mai 1944, son mari Hans-Jürgen meurt dans un accident : elle devient veuve à 26 ans, mère d’un enfant d'un an. Elle a la possibilité de piloter au sein de la Luftwaffe des appareils sur lesquels elle n’aurait pas pu voler comme simple pilote amatrice. Elle pilote ainsi, en plus des Ju 87, des Messerschmitt Bf 109 et des Focke-Wulf Fw 190, parfois aussi des bimoteurs Messerschmitt Bf 110. Lors de ces vols, il arrive qu’elle soit exposée au tir de chasseurs alliés. Elle réussit cependant à s’en sortir grâce à ses talents de pilote et sa chance (voir l’interview (de) dans ).).
À partir du 1er octobre 1944, elle est promue au grade de capitaine du 1er escadron de convoyage (Überführungsgeschwader), Gruppe Mitte situé à Staaken. Tout à la fin de la guerre, en avril 1945, elle y reçoit une formation sur le chasseur à réaction Messerschmitt Me 262. Elle pense avoir après la guerre grâce à cette formation de bonnes chances comme pilote sur le marché du travail.
En avril 1945, Berlin est encerclée par les troupes soviétiques. Son escadrille est mutée de Staaken vers l'ouest. Elle revient tout juste d'un vol de convoyage depuis Leipzig et ne veut en aucun cas partir sans son fils et la fille de 19 ans qui le garde. Elle parvient à rejoindre la maison de Rangsdorf dans Berlin en ruines et les évacue. Ils parviennent à rejoindre Gatow, le seul aérodrome encore opérationnel. Les autres membres de l’escadrille sont déjà partis. Un Junkers Ju 52 chargé de blessés et prêt à décoller pourrait la prendre avec son fils mais pas la nurse. Elle reste et découvre dans un hangar un Siebel Fh 104 à 5 places mais sur lequel est accroché un panneau « Unklar » (interdit de vol). Un mécanicien de bord de la deuxième escadrille, resté sur place, l’aide à le remettre en état de vol. Elle lit pour la première fois le manuel de vol de cet avion qu’elle n’a jamais piloté pendant que l'on remplit le réservoir avec 120 litres que le commandant de la place lui a accordés contre la promesse d’emporter deux blessés. Elle décolle avec son fils, la nurse, les deux blessés et le mécanicien de bord le 22 avril à 5 h 55, direction l’ouest. Son avion est l’un des derniers à quitter Gatow. Elle rejoint son escadrille à Barth et, après avoir beaucoup bataillé pour conserver son appareil que voulait lui prendre son chef d’escadrille, et après une autre escale à Travemünde, elle arrive en vue de Leck en Frise-du-Nord. Malgré le peu de carburant qu’il lui reste, elle doit rester à l’écart de l’aérodrome car des appareils anglais attaquent les avions allemands au sol. Elle peut enfin se poser après leur départ. Les troupes anglaises qui débarquent ici la font prisonnière. Après son retour de captivité elle se fixe à Flensbourg avec son fils.

### Une deuxième carrière dans le commerce
La carrière de pilote de Beate Uhse prit fin avec la capitulation, les troupes d'occupation alliées interdisant toute activité liée à l'aéronautique. La jeune veuve dut trouver un autre moyen pour survivre et nourrir son fils. Chaque jour, elle parcourt à vélo les routes qui sillonnent la frontière nord du pays vers la frontière danoise afin de prendre part au marché noir. Elle vendait ses produits au porte-à-porte et fit ainsi la connaissance de nombreuses femmes, écoutant leurs problèmes. Les soldats de retour de captivité et leurs femmes avaient un grand besoin de vivre leur sexualité après les années de séparation mais il n’y avait pas d'appartements disponibles dans les villes écrasées sous les bombes, les revenus étaient misérables et on ne voyait pas d’avenir pour les enfants. De nombreuses femmes ne concevaient pas d’autre issue que de s’en remettre aux faiseuses d’anges pour interrompre leurs grossesses. La guerre qui a provoqué la famine et la destruction est source de nombreux maux pour les « femmes des ruines » (Trümmerfrauen) qui tentent d'échapper aux avortements clandestins, viols, à la prostitution et aux fausses couches qui ponctuent ce quotidien d’après-guerre. C'est là que Uhse se souvint de l’enseignement prodigué par sa mère en matière de sexualité, d’hygiène sexuelle et de contraception. Elle rechercha des informations sur la méthode du docteur Ogino et réalisa une petite brochure expliquant aux femmes comment reconnaître les jours féconds de leurs cycles menstruels.
En 1947, elle en avait déjà vendu 32 000 exemplaires à 50 pfennigs pièce et put, grâce à ce capital, étendre sa petite entreprise de vente par correspondance Betu-Versand à des grandes villes comme Hambourg et Brême. De nombreuses personnes lui écrivaient pour lui demander des conseils en matière de sexualité et d'érotisme. Elle dit dans son autobiographie : « La plupart des gens ne savaient rien des choses de la vie. » En plus de son cahier intitulé Schrift X, elle vendait aussi des préservatifs et des livres destinés aux couples (Ehebücher).
En 1951, elle créa avec quatre employées et employés l'entreprise de vente par correspondance qui portait désormais son nom. Deux ans plus tard l’entreprise employait 14 personnes. Uhse se remaria avec Ernst-Walter Rotermund, un homme d’affaires de Flensbourg, dont elle eut un deuxième fils, Ulrich.
En 1960, la naturiste pratiquante devint membre de l’association allemande de naturisme.

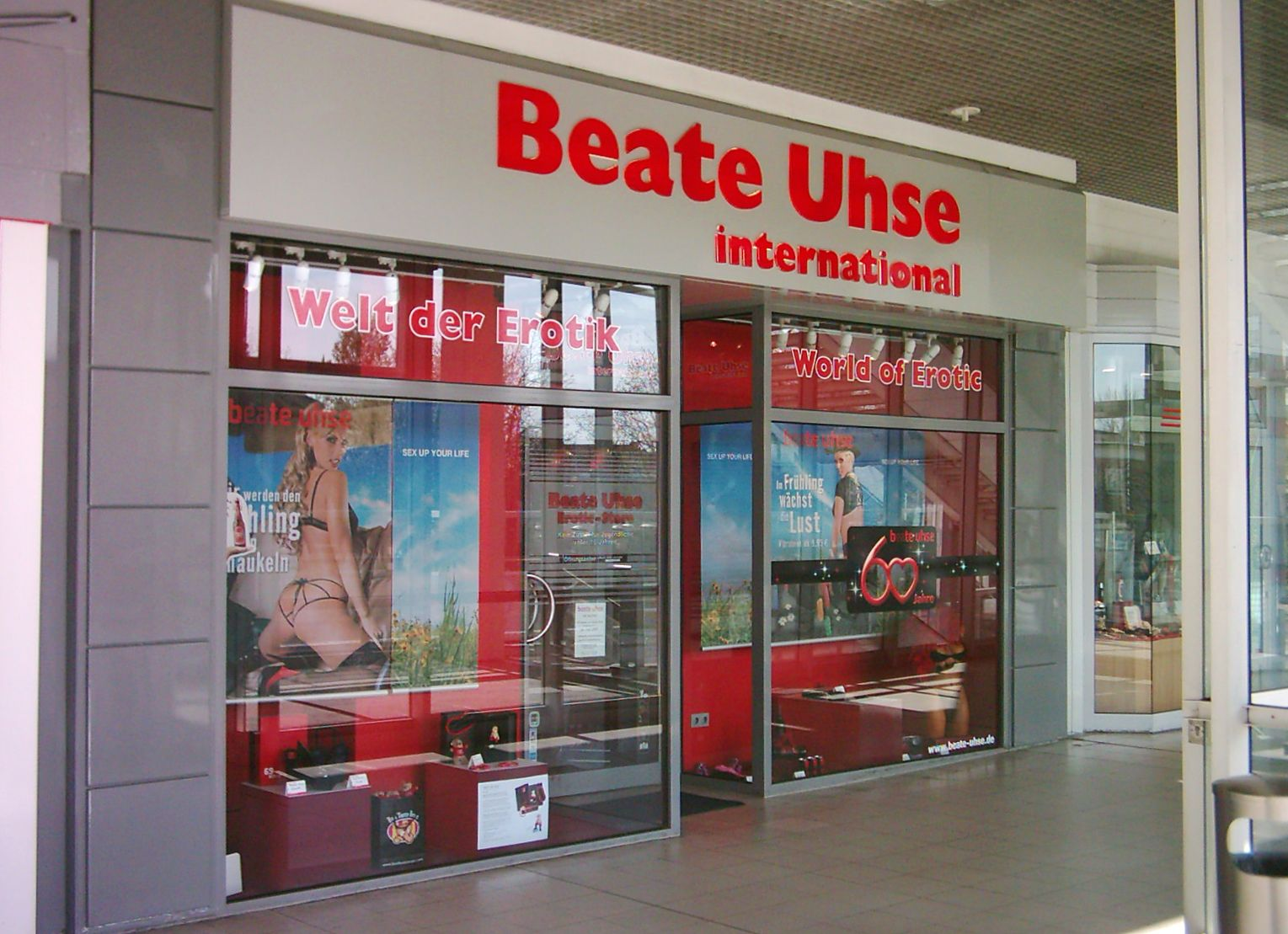
Sex-shop Beate Uhse à Hambourg.

En 1962, elle ouvrit à Flensbourg un magasin spécialisé dans les produits d’hygiène du couple (Fachgeschäft für Ehehygiene), le premier « sex-shop » du monde. Sur les conseils de son avocat, elle ouvrit le magasin en période de Noël, car celui-ci pensait que les citoyens en colère n'oseraient pas attaquer le magasin et qu’après les fêtes la première vague de protestation serait passée — il avait vu juste. Dans son magasin et dans ses catalogues elle proposait de plus en plus d’articles destinés à l’« hygiène du couple ». Très vite, la police commença à donner suite aux plaintes déposées par des citoyens craignant que ces produits servent à « exacerber et satisfaire la sensualité de manière contraire à la nature, à l’ordre et aux bonnes mœurs. » Jusqu’en 1992 plus de 2 000 plaintes sont déposées contre son entreprise. Uhse connaît des déboires dans un autre domaine à cause de la nature de son commerce. L’association allemande du livre (Börsenverein des Deutschen Buchhandels) refuse d'accueillir son éditeur, le Stephenson Verlag, comme membre en raison de « réserves envers sa moralité » et le club de tennis de Flensbourg ne veut pas l’admettre comme membre pour « réserves d'ordre général. »
Cependant, le succès commercial lui permet de réaliser son vieux rêve. Elle s’achète son premier avion, un Cessna 172, aux commandes duquel elle se revoit jeune fille.
En 1979, elle avait divorcé de son deuxième mari, Ernst-Walter Rotermund. En 1983, elle est atteinte d’un cancer de l'estomac qu'elle vaincra. Elle passe son brevet de plongée sous-marine à l'âge de 75 ans. En 1996, elle réalise enfin un autre rêve et ouvre un musée de l'art érotique (Beate-Uhse-Erotikmuseum) au centre même de Berlin.
En 1999, le groupe Beate Uhse entre en bourse. Lors de son introduction les courtiers s'arrachent les titres papier sur lesquels figurent la représentation de deux pin-up.
Beate Uhse meurt en juillet 2001 dans une clinique suisse des suites d'une pneumonie aggravée. Elle est inhumée au cimetière de Glücksburg (près de Hambourg).
À sa mort, le marché salue la disparition de ce monument du commerce allemand. Les actions du groupe Beate Uhse chutent de 6 %. À l'ère du tout Internet, l'entreprise ne résiste pas à la concurrence et dépose le bilan en 2017.
Avec le cinéaste allemand Oswalt Kolle, elle est une des personnalités allemandes qui ont le plus fait pour l'éducation sexuelle. Elle avait été décorée en 1989 de la croix de chevalier de l'ordre du Mérite de la République fédérale d'Allemagne et nommée citoyenne d’honneur de la ville de Flensbourg en 1999.